# 磯野あゆみ
磯野 あゆみ（いその あゆみ、8月22日生）は、神奈川県出身のファッションモデル。中学校時代、柔道で神奈川県代表に選出される。

## TVCM・PV
- ABCマート（CM）
- 日本マクドナルド「チキンサルササンド」（CM）
- 日本コカ・コーラ「爽健美茶」（CM）
- ソニー・エリクソン（CM）
- ノキア・ジャパン（CM）
- 広島銀行（CM）
- サントリー「ゲータレード ラン」（CM）
- 東方神起「Begin」（PV）
- 橋本江莉果「Flowers」（PV）

## スチール広告
- NIKE（スチール）
- ユニクロ（スチール）
- ワコール「ure nana cool」（スチール）
- 森永製菓「チョコモナカジャンボ」（スチール）
- SONY「ウォークマン Sシリーズ」（スチール）
- AVEDA Japan（スチール）
- フェリシモ「haco.」（カタログ）
- 千趣会（カタログ）
- スクロール（カタログ）
- ニッセン（カタログ）
- ジョイフルまるやま（カタログ）

## 雑誌
- anan（マガジンハウス）
- 装苑（文化出版局）
- JILLE（双葉社）
- Soup.（インデックス・コミュニケーションズ）
- SEDA（日之出出版）
- My Birthday（説話社）
- ゼクシー（リクルート）
- BODY+（ミィディアム）
- ヘアモード（女性モード社）
- 着物に似合うアップスタイル（アイメディア）
- 手編み大好き（実業之日本社）
- きものウォーカー（角川マガジンズ）